# Giovanni Battista Acciaiuoli
Giovanni Battista Acciaiuoli (Firenze, ... – Firenze, 1342) è stato un vescovo cattolico italiano, vescovo di Cesena dal 1332 al 1342 e componente della celebre famiglia degli Acciaiuoli.

## Biografia
Era figlio di Monte Acciaiuoli e fratello del vescovo Angelo.
Nominato vescovo di Cesena nel 1322, difese strenuamente i diritti della giurisdizione ecclesiastica. 
Chiamato a Bologna nel 1334 nel momento della cacciata del legato Bertrando del Poggetto, asserragliato nel castello di Galliera, da parte dei cittadini, vessati dalle angherie delle truppe pontificie. L'Acciaiuoli venne nominato vicario del vescovo Bertrando de Fumel, nipote del cardinale del Poggetto, che fu costretto anch'esso a fuggire da Bologna. Il vicario Acciaiuoli nel 1336 venne in conflitto con Giacomo Pepoli, figlio di Taddeo futuro signore di Bologna nel 1337, che si difese ferendo l'avversario con un coltello. Per questo episodio Giovanni fu costretto a riparare ad Avignone e a nominare un procuratore, che rimase in carica fino al 1337. Ritornato a Cesena, venne preso in odio dalla popolazione e fu nuovamente costretto a fuggire per riparare nella città natale. Morì a Firenze nel 1342 e venne sepolto nel chiostro della chiesa di Santa Maria Novella.